# الرقابة في الولايات المتحدة
تتمحور الرقابة في الولايات المتحدة الأمريكية حول قمع الكلام وتبادل الآراء العامة، وهذا يمس حرية التعبير التي يحميها التعديل الدستوري الأول للولايات المتحدة، وقد تباين تفسير هذه الحرية الأساسية منذ تكريسها؛ فعلى سبيل المثال: زادت القيود خلال فترة الخمسينيات بعد انتشار معاداة الشيوعية؛ الأمر الذي يتضح من خلال جلسات الاستماع التي عقدتها لجنة الأنشطة غير الأمريكية.
بيّنت قضية ميلر ضد كاليفورنيا (1973) للمحكمة العليا علاقة حرية التعبير -تبعًا للتعديل الأول- مع الفحش؛ الأمر الذي أفضى إلى اعتباره قابلًا للتفاوض. تكون بعض أشكال التعبير العنصرية قانونية طالما أنها لا تتحول إلى أفعال، ولا تحرض الآخرين على ارتكاب أعمال غير قانونية. أدت بعض أشكال العنصرية المتشدّدة إلى حرمان أشخاص أو مجموعات مثل كو كلوكس كلان من إمكانية التظاهر أو رفع دعوى ضد كنيسة ويستبورو المعمدانية، على الرغم من أن الحكم السلبي الأولي ضد الأخير نُقض لاحقًا عند الاستئناف في قضية شنايدر ضد فيلبس.
يحمي التعديل الأول الأفراد من الرقابة المفروضة بموجب القانون، لكنه لا يمنع الرقابة على الشركات، أو تقييد حرية التعبير للمتحدثين الرسميين، أو الموظفين، أو علاقات العمل المرتبطة بالتهديد بالخسارة النقدية، أو فقدان الوظيفة، أو الحرمان من الوصول إلى السوق، فقد تكون النفقات القانونية مقيدة بشكل كبير ومخفي عند تواجد خوف من التشهير. يؤيد كثير من الناس في الولايات المتحدة فرض الرقابة على الشركات؛ ستتأثر الحكومة إذا كانت الشركات لا تتبع تعديلات الدستور.
وضع محللون من منظمة مراسلون بلا حدود الولايات المتحدة الأمريكية في المرتبة 45 من بين 180 دولة في مؤشر حرية الصحافة لعام 2018؛ إذ مُنِعَت بعض أشكال الكلام كالفحش والتشهير في وسائل الاعلام من قبل الحكومة أو وسائل الإعلام نفسها.

## تاريخ

### الحكومة الاستعمارية
جاءت الرقابة إلى أمريكا مع سفينة المايفلور عندما أرسل وليام برادفورد (حاكم بليموث، ماساتشوستس) في عام 1629 بعثة عسكرية لوضع حد لمعيشة توماس مورتون الجانحة، فقد قام مورتون بتأليف قصائد وأشعار متنوعة يميل بعضها إلى الفسق.
كانت قضية جون بيتر زينجر إحدى القضايا الأخرى التي لفتت النظر إلى موضوع الرقابة وحرية التعبير؛ إذ اعتاد زينجر -الذي كان يعمل في صحيفة نيويورك- على نشر مواد تنتقد حاكم نيويورك الفاسد -ويليام كوسبي، وبسبب ذلك سُجِن زينجر قبل ثمانية أشهر من محاكمته بتهمة التشهير. دافع عنه أندرو هاميلتون، واشتهر بخطابه، الذي انتهى بـ: «... منحتنا طبيعة وقوانين بلادنا حرية فضح أو معارضة السلطة التعسفية ... والمجاهرة بالحقيقة كلامًا أو كتابةً». ومع ذلك، حكم القاضي ضد مرافعته، إلا أنّ هاميلتون سعى إلى تبرئة زينجر بعد اللجوء إلى ما يسمى إلغاء هيئة المحلفين؛ وهو ما يحدث عندما يعتقد أعضاء هيئة المحلفين في المحاكمة الجنائية أن المدعى عليه مذنب، لكنهم يختارون تبرئته على أي حال لأنهم يعتقدون أيضًا أن القانون نفسه غير عادل. مهدت قضية زينجر الطريق أمام تبني حرية الصحافة في الدستور الأمريكي. كما قال الأب المؤسس جوفيرنور موريس، «كانت محاكمة زينجر عام 1735 بذرة الحرية الأمريكية ونجمة الصباح لتلك الحرية التي غيرت أمريكا لاحقًا بشكل جذري».

### القرن التاسع عشر
رفض مدير البريد الأمريكي السماح بحمل منشورات إلغاء العبودية إلى الجنوب منذ ثلاثينيات القرن التاسع عشر وحتى الحرب الأهلية الأمريكية.
أقر كونغرس الولايات المتحدة تحت إدارة غرانت تشريعات مهمة للرقابة في 3 آذار/ مارس من عام 1873 تحت قانون كومستوك.  يُفضي القانون إلى «منع تبادل وانتشار الأدب الفاحش والمقالات غير الأخلاقية»، ويجرم القانون استخدام خدمة البريد الأمريكية لإرسال أي من العناصر التالية: الأدب الإباحي؛ موانع حمل؛ الأدوية المجهضة، الألعاب الجنسية، الخطابات الشخصية التي تشير إلى أي محتوى أو معلومات جنسية أو أي معلومات تتعلق بالعناصر المذكورة أعلاه.

### القرن العشرون

#### حكم فرانكلين روزفلت
وضع مكتب الرقابة تشديدات كبيرة على التقارير خلال الحرب العالمية الثانية؛ كانت تقارير مراسلي الحرب المرافقين للقوات العسكرية تخضع للرقابة المسبقة حفاظًا على الأسرار العسكرية. لم يواجه امتداد هذه الرقابة عمومًا أي تحديات، كما وجدت المحكمة العليا أنها دستورية.
وقع الرئيس فرانكلين روزفلت في 19 ديسمبر/ كانون الأول عام 1941 الأمر التنفيذي رقم 8985 الذي أُنشِئ بموجبه مكتب الرقابة. يعطي هذا الأمر التنفيذي مدير مكتب الرقابة - بايرون برايس- صلاحية الاطلاع على الاتصالات الدولية. لم تقتصر الرقابة على التقارير فحسب، بل امتدت لتشمل الرقابة البريدية أيضًا: «كان كل خطاب يعبر الحدود الدولية أو الحدود الإقليمية للولايات المتحدة من ديسمبر/ كانون الأول عام 1941 وحتى أغسطس/ آب عام 1945 عرضةً للفتح والتفتيش بحثًا عن التفاصيل».

#### حكم ترومان
انتشر خلال هذه الفترة سلوك المكارثية الذي يقوم بتوجيه اتهامات التآمر والخيانة دون الاهتمام بالأدلة؛ الأمر الذي استمر من أواخر الأربعينيات تقريبًا حتى أواخر الخمسينيات من القرن الماضي عندما حاكم سميث قادة الأحزاب الشيوعية. جعل قانون تسجيل الأجانب أو قانون سميث لعام 1940 الانضمام إلى الجماعات المعارضة أو دعمها من الجرائم الجنائية.
حاسب القضاء مئات الشيوعيين بموجب هذا القانون بين عامي 1941 و1957؛ إذ اتُّهم 11 شخص من قادة الحزب الشيوعي بموجب قانون سميث في عام 1949، وعندها حُكِم على عشرة منهم بالسجن لمدة خمس سنوات، بينما حُكم على الشخص الحادي عشر بالسجن ثلاث سنوات. لم يتوقف الأمر عند هذا الحد فحسب، إذ أوقف محامو الدفاع بتهمة ازدراء المحكمة وحُكِم عليهم بالسجن أيضًا. توجه الاتهام في عام 1951 إلى 23 من قادة الحزب الآخرين بما في ذلك إليزابيث جورلي فلين العضو المؤسس لاتحاد الحريات المدنية الأمريكية، والتي أُقصيَت عنه في عام 1940 بسبب انتمائها لحزب سياسي شمولي. كان قد عوقب بموجب هذا القانون أكثر من 140 من قادة وأعضاء الحزب الشيوعي بحلول عام 1957.
صدر في عام 1952 قانون الهجرة والجنسية أو قانون مكاران وولتر؛ سمح هذا القانون للحكومة بترحيل المهاجرين أو المواطنين المتجنسين الذين يمارسون أنشطة تخريبية، كما منع المخربين المشتبه بهم من دخول البلاد.

#### حكم أيزنهاور
صدر قانون الرقابة الشيوعية لعام 1954 بدعم ساحق في مجلسين للكونغرس بعد نقاش ضئيل للغاية. وُضِع القانون بالاشتراك بين الجمهوري جون مارشال بتلر والديمقراطي هوبير همفري، وكان امتدادًا لقانون الأمن الداخلي لعام 1950. سعى القانون إلى تجريم الحزب الشيوعي وحرمان المنظمات الشيوعية من الحقوق أو الامتيازات أو الحصانات المرتبطة بالهيئات القانونية.
حُرقَت أعمال فيلهلم رايش في عام 1956، واعتُبِرَ ذلك أسوأ مثال على الرقابة في الولايات المتحدة. صُحِحَت الرقابة بهذه الحجة في عام 1960.

#### حكم نيكسون
تباينت درجة إخضاع تقارير الحرب للرقابة في النزاعات اللاحقة، وزُعِمَ في بعض الحالات أن الرقابة كانت سياسية بقدر ما كانت عسكرية بأهدافها. كان هذا صحيحًا بشكل خاص خلال حرب فيتنام؛ حاولت السلطة التنفيذية للحكومة الفدرالية منع صحيفة نيويورك تايمز من نشر أوراق البنتاغون السرية للغاية أثناء حرب فيتنام، محذرةً بأنّ ذلك سيعتبر خيانة بموجب قانون التجسس لعام 1917. ومع ذلك، فازت الصحيفة في قضية نيويورك تايمز الشهيرة ضد الولايات المتحدة.

#### حكم ريغان
لم يُسمح للصحفيين الأمريكيين أثناء حكم ريغان بدخول الجزيرة خلال الغزو الأمريكي لغرينادا في عام 1983، مما دفع المؤسسات الإعلامية إلى اتهام البنتاجون بالرقابة، الأمر الذي  أدى إلى رفع القيود بعد ثلاثة أيام.

#### حكم جورج بوش الأب
فرض البنتاغون في عام 1991 خلال حرب الخليج تحت رئاسة جورج بوش الأب قيودًا على التغطية الإعلامية للحرب البرية لحماية المعلومات العسكرية السرية.

#### حكم كلينتون
تعرّض قانون حماية الأطفال على الإنترنت الذي أُقِرَّ ووقعه بيل كلينتون عام 1998 لانتقادات وتحدي قانوني من قبل جماعات الحريات المدنية لكونه يحدد محتوى الإنترنت إلى ما هو مناسب لطفل عمره ست سنوات، وبذلك لم يسرِ القانون مطلقًا.

#### حكم جورج دبليو بوش
ظهرت قضايا الرقابة على الصحافة مرة أخرى خلال حكم جورج دبليو بوش خلال غزو العراق عام 2003 عندما رافق العديد من المراسلين الجنود أثناء توجههم إلى البلاد. خضعت تقارير هؤلاء المراسلين للرقابة؛ إذ لم يُسمَح لهم كشف موقع الوحدة بالضبط.
حاولت إدارة الرئيس بوش أيضًا مراقبة نتائج دراسات المناخ، فقد تم تحذير نحو 1600 عالم من استخدام مصطلح «الاحتباس الحراري» في التقارير أو المقابلات طوال فترة رئاسة بوش التي استمرت ثماني سنوات.

#### حكم أوباما
نشرت جمعية الصحفيين المحترفين في يوليو/ تموز عام 2014 رسالة مفتوحة إلى باراك أوباما منتقدةً الجهود الرامية إلى «خنق أو حجب» التغطية الإعلامية للشؤون السياسية بعد أن وعدت حملته لعام 2008 بتوفير الشفافية. وقّعت 38 منظمة صحفية هذه الرسالة التي نشرت عدة أمثلة على الرقابة والمعوقات التي وضعتها إدارته، وهذا يشمل منع المراسلين من مقابلة أفراد معينين. أشارت الرسالة أيضًا إلى وضع الوكالات الفيدرالية منتقديها على القائمة السوداء بسبب انتقادهم لها.

#### حكم ترامب
اتبعت إدارة دونالد ترامب في أعقاب انتخابه وسائل لمنع الموظفين الفيدراليين من التحدث علنًا؛ الأمر الذي دفع الجمعية الأمريكية لتقدم العلوم -أكبر مجتمع علمي في العالم- إلى التحذير من «الرقابة والترهيب» المحتملين للمجتمع العلمي الأمريكي. أصدرت إدارة ترامب أوامر تقيد وكالات العلوم الحكومية مثل وكالة حماية البيئة ووزارة الزراعة الأمريكية، كما أمرت وكالة حماية البيئة بإغلاق صفحتها الويب الخاصة بالمناخ، وألزمتها بأن تُخضِع كافة دراسات وبيانات علماء الوكالة إلى المراجعة من قبل السياسيين قبل نشرها للعامة. رفض البيت الأبيض أيضًا وصول مجموعة مختارة من وسائل الإعلام بما في ذلك نيويورك تايمز وسي إن إن وبي بي سي والجارديان خلال دردشة مع الصحافة بينما سمح للمنافذ والمدونات اليمينية بالمشاركة؛ الأمر الذي وصفه نادي الصحافة الوطني بالرقابة غير الدستورية.
هدد ترامب في عام 2017 بإلغاء تراخيص شبكة إن بي سي وشبكات الأخبار التلفزيونية الأخرى التي تقلل من قدره. كما نشر في 11 أكتوبر/ تشرين الأول عام 2017 تغريدة تقول: «مع ظهور جميع الأخبار المزيفة من شبكة إن بي سي والشبكات الأخرى، إلى متى يجب التفكير بترخيصهم؟ هذا سيئ بالنسبة للبلد!».
قالت واشنطن بوست في ديسمبر/ كانون الأول عام 2017 بأن إدارة ترامب قد حظرت استخدام بعض الكلمات من قبل مراكز السيطرة على الأمراض في مقترحها الكتابي للسنة المالية 2018. ألغت مديرة مركز السيطرة على الأمراض، الدكتورة بريندا فيتزجيرالد، هذا في بيان قالت فيه: «أود التأكيد على عدم وجود كلمات محظورة في مركز السيطرة على الأمراض. سنواصل الحديث عن جميع برامجنا الصحية العامة الهامة».